# XNXX
XNXX est un site français de partage et de visionnage de vidéos pornographiques. XNXX a été classé comme le huitième site le plus visité au monde par Similarweb en juillet 2018. Il a été créé en 1997. En 2018, un classement de Business Insider l'a placé parmi les trois sites pornographiques les plus populaires au monde.
En 2025, le site est la cible d'une enquête de la Commission européenne pour ne pas avoir mis en place de système approprié pour vérifier la majorité des personnes qui le visitent.

## Historique
XNXX a été fondée en 1997. En 2018, un classement de Business Insider l'a placé parmi les trois sites pornographiques les plus populaires au monde. Selon leur site, le nom de domaine a été protégé pour la première fois en 2000, mais on ne sait pas quand WGCZ Holding a acquis XNXX, car la propriété du site internet était encore inconnue avant que WGCZ engage une procédure en matière de politique uniforme de résolution des litiges relatifs aux noms de domaine contre un domaine similaire en 2014,. En 2025, une enquête est ouverte contre le site concernant l'absence de mesure adaptée pour vérifier l'âge de sa clientèle. 

## Procédures juridiques
Le 27 mai 2025, une enquête est ouverte par la Commission européenne à l'encontre de 4 sites web pornographiques, Pornhub, Stripchat, XNXX et XVideos, pour ne pas avoir mis en place de moyen appropriés pour s'assurer que les personnes qui les visitent sont majeures. Ils encourent une amende d'un montant allant jusqu'à 6 % de leur chiffre d'affaires mondial, et dans le cas de récidive une interdiction en Union européenne.

## Présentation
Après vérification de l'âge du spectateur, la plupart des vidéos et photos du site peuvent être visualisées gratuitement, une partie des vidéos étant payantes. seules les personnes inscrites peuvent envoyer leurs vidéos ou commenter les autres. Les vidéos sont accessibles par catégories et à l'aide de mots-clés (tags).

## Statistiques et données
En 2018, XNXX était classé comme le site porno le plus visité à Singapour, le cinquième le plus visité en Inde dans la même catégorie et le huitième le plus visité au monde. En avril 2022, XNXX est le 24e site le plus visité en Suisse et le 18e en Autriche également dans la même catégorie. Cependant, la majorité de ses utilisateurs viennent des États-Unis, d'Égypte et de France. Le taux de rebond est d'environ 20 % et l'utilisateur moyen passe environ 12 minutes sur le site.